# Hrabstwo Briscoe

Piramida wieku hrabstwa

Hrabstwo Briscoe – hrabstwo położone w USA, w północnej części stanu Teksas, w regionie Panhandle. Siedzibą władz hrabstwa jest miasteczko Silverton. Według danych z 2023 liczy 1445 mieszkańców.
Hrabstwo utworzono w roku 1876 poprzez wydzielenie z hrabstwa Wegefarth oraz terytorium Young, natomiast utworzono w 1892 roku. Nazwa hrabstwa została nadana dla uczczenia nazwiska Andrew Briscoe, który był bohaterem rewolucji teksańskiej.
Park stanowy Caprock Canyons jest trzecim co do wielkości parkiem stanowym w Teksasie i posiada stado bizona preriowego.

## Sąsiednie hrabstwa
- Hrabstwo Armstrong (północ)
- Hrabstwo Donley (północny wschód)
- Hall County (wschód)
- Hrabstwo Motley (południowy wschód)
- Hrabstwo Floyd (południe)
- Hrabstwo Swisher (zachód)

## Gospodarka
Gospodarka zdominowana przez hodowlę bydła i uprawę bawełny. W hrabstwie uprawia się także pszenicę, sorgo, orzeszki ziemne i orzechy pekan.  

## Miasta
- Quitaque
- Silverton

## Demografia
Mieszkańcy deklarują głównie pochodzenie meksykańskie (25,5%), angielskie (13,2%), niemieckie (8,7%), irlandzkie (7%) i afroamerykańskie (5,4%).